# Alois Zimmer
Alois Zimmer (* 18. Mai 1896 in Weiten; † 11. April 1973 in Trier) war ein deutscher Jurist, Verwaltungsbeamter und Politiker (CDU).

## Leben und Beruf
Nach dem Besuch der Volksschule und dem Abitur am Humanistischen Gymnasium in Trier nahm Zimmer von 1914 bis 1918 als Soldat am Ersten Weltkrieg teil. Er studierte Rechts- und Staatswissenschaften in Bonn, promovierte zum Dr. jur. und trat anschließend in den preußischen Verwaltungsdienst ein. 1924/25 war er Regierungsassessor in Siegburg und von 1925 bis 1928 in gleicher Funktion in Marienwerder tätig. Er arbeitete von 1933 bis 1938 beim Regierungspräsidenten in Trier und hatte von 1938 bis 1942 sowie von 1945 bis 1947 eine Tätigkeit als Gutsverwalter in Grünhaus inne. Seit 1942 nahm er als Soldat am Zweiten Weltkrieg teil. Zuletzt geriet er in Gefangenschaft, aus der er 1945 entlassen wurde.
Er war Ehrenmitglied der katholischen Studentenverbindung KStV Ketteler Mainz.

## Partei
Zimmer zählte 1945 zu den Gründern der CDP und war Mitbegründer der CDU in Trier sowie des Landesverbandes der CDU Rheinland-Pfalz. Er war seit 1946 Vorsitzender des CDU-Bezirksverbandes Trier und wurde später zum stellvertretenden Landesvorsitzenden der Partei gewählt. Außerdem war er seit 1950 Mitglied des CDU-Bundesvorstandes.

## Abgeordneter
Zimmer war 1946/47 Mitglied der Beratenden Landesversammlung des Landes Rheinland-Pfalz. Er gehörte von 1947 bis zu seiner Mandatsniederlegung am 9. Oktober 1957 dem Rheinland-Pfälzischen Landtag an, war dort von 1947 bis 1950 Vorsitzender des Agrarpolitischen Ausschusses und von 1947 bis 1951 Vorsitzender der CDU-Fraktion.
Dem Deutschen Bundestag gehörte Zimmer von 1957 bis 1965 an. Er vertrat im Parlament den Wahlkreis Trier und war von 1961 bis 1965 stellvertretender Vorsitzender des Innenausschusses. Außerdem war er Mitglied der Beratenden Versammlung des Europarates und der Westeuropäischen Union (WEU).

## Öffentliche Ämter
Zimmer war von 1928 bis 1933 Landrat des Kreises Stuhm. Von 1947 bis 1951 amtierte er als Regierungspräsident in Montabaur. Nach der Bildung einer christlich-liberalen Koalition wurde er am 13. Juni 1951 als Innen- und Sozialminister in die von Ministerpräsident Peter Altmeier geführte Landesregierung von Rheinland-Pfalz berufen. Aufgrund seiner Wahl in den Bundestag schied er am 15. Oktober 1957 aus der Regierung aus und wurde als Minister von Otto van Volxem abgelöst.